# Costa di Rovigo
Costa di Rovigo es una localidad y comune italiana de la provincia de Rovigo, región de Véneto, con 2.822 habitantes.

## Evolución demográfica
| Gráfica de evolución demográfica de Costa di Rovigo entre 1861 y 2001 |
|                                                                       |
| Fuente ISTAT - elaboración gráfica de Wikipedia                       |